# Chiesa di San Giacomo Apostolo (Robella)
La chiesa di San Giacomo Apostolo, detta anche, più semplicemente, solo chiesa di San Giacomo, è la parrocchiale di Robella, in provincia di Asti e diocesi di Casale Monferrato; fa parte dell'unità pastorale San Candido.

## Storia
Originariamente sulle colline circostanti Robella sorgevano quattro chiese dedicate rispettivamente a Santa Maria, a San Marziano, a San Pietro e a San Zenone.
Tuttavia, come si apprende da un documento del 1428, in seguito al trasferimento di gran parte della popolazione locale nel borgo fortificato avvenuta nel secolo precedente, questi antichi luoghi di culto caddero in disuso in favore della più comoda chiesa di San Giacomo.
Nonostante questa situazione sussitestesse già del XIV-XV secolo, questa chiesa venne eretta a parrocchiale appena nel 1611.
Il luogo di culto fu riedificato ex novo nel Settecento, per poi venir consacrato nel 1749.
Nel 1805 la parrocchia, fino ad allora appartenente all'arcidiocesi di Vercelli, entrò a far parte della diocesi di Asti, mentre nel 1817 fu decretato il suo passaggio alla diocesi di Casale Monferrato.

## Descrizione

### Esterno
La facciata della chiesa, rivolta a sudovest e verosimilmente rimaneggiata nell'Ottocento, è suddivisa da una cornice marcapiano in due registri, entrambi scanditi da lesene laterali; quello inferiore presenta centralmente il portale d'ingresso, sormontato dal timpanetto curvilineo spezzato, mentre quello superiore è caratterizzato da una finestra e coronato dal frontone di forma triangolare.
Annesso alla parrocchiale è il campanile a base quadrata, in cotto; la cella presenta su ogni lato una monofora affiancata da lesene ed è coperta dal tetto a quattro falde.

### Interno
L'interno dell'edificio si compone di un'unica navata, sulla quale si affacciano le cappelle laterali, introdotte da archi a tutto sesto, e le cui pareti sono scandite da lesene sorreggenti la trabeazione modanata e aggettante sopra la quale si impostano le volte di copertura; al termine dell'aula si sviluppa il presbiterio, rialzato di alcuni gradini e chiuso dall'abside poligonale.
Qui sono conservate diverse opere di pregio, tra le quali il dipinto della volta che rappresenta la Madonna Assunta, l'altare maggiore, costruito nel 1742 da Cristoforo e Francesco Solari nel 1742, la pala avente come soggetto San Luigi Gonzaga, risalente all'Ottocento, la tela raffigurante la Madonna del Rosario, eseguita nel XVII secolo, e la statua ritraente la Beata Vergine Assunta, intagliata nel Settecento.